# Chiesa di Santa Maria Donnalbina
La chiesa di Santa Maria Donnalbina è un antico luogo di culto di Napoli; è situata nella omonima via.

## Storia e descrizione
La chiesa esisteva già nel IX secolo, ma venne ricostruita nel Seicento da Bartolomeo Picchiatti e, alla fine del medesimo secolo, venne nuovamente rimaneggiata da Arcangelo Guglielmelli.
L'edificio, tra i più significativi della città, testimonia un importante esempio di arte barocca a cavallo tra il XVII ed il XVIII secolo. L'interno, con decorazioni a stucco, ha l'altare realizzato in marmi commessi; sulla controfacciata è posto un organo del 1699 ed il soffitto fu realizzato da Antonio Guidetti nel 1701 e decorato da tele di Nicola Malinconico, autore peraltro delle pitture raffiguranti i santi e di un affresco sulla controfacciata stessa. Nella seconda cappella di destra due santi di Domenico Antonio Vaccaro datati 1736; nel presbiterio e transetti affreschi e tele di Francesco Solimena.
Nel 1891 la chiesa divenne sede della confraternita dell'Immacolata del Terz'Ordine di San Francesco, dal momento che la loro piccola omonima chiesa sarebbe stata abbattuta per l'apertura di via Guglielmo Sanfelice durante il risanamento. La confraternita tra l'altro fece trasferire nella sua nuova sede il monumento funebre di Giovanni Paisiello (che era loro confratello), scolpito in stile neoclassico da Angelo Viva nel 1816 e oggi visibile a sinistra dell'ingresso.
L'antico monastero e l'omonima via, ricordiamo che hanno ispirato uno dei pezzi più suggestivi del libro "Leggende napoletane", di Matilde Serao; a proposito del luogo, l'autrice asserì:
La chiesa, chiusa dal 1972, è stata riaperta al pubblico solo di recente.